# Plagodis unicolor
Plagodis unicolor là một loài bướm đêm trong họ Geometridae.